# Association nationale pour l'étude de la neige et des avalanches
L'Association nationale pour l'étude de la neige et des avalanches (ANENA) est une organisation française basée à Grenoble qui a pour but de faire progresser la sécurité en montagne par la prévention des risques liés à la neige et aux avalanches.
Cet organisme voit le jour en 1971, à la suite de deux évènements dramatiques, l'avalanche catastrophique de Val d'Isère et  la catastrophe du plateau d'Assy, survenus en 1970.
En 1994, François Sivardière devient directeur de l'association.
Environ 5 000 personnes suivent les cycles de conférences ou de formations de l'association durant l'hiver 2014-2015. Mais en 2016, l'association annonce être en déficit de 55 000 euros sur l'année 2015. Elle décide de lancer un appel aux dons via une plateforme de financement participatif sur son site. En 2017, malgré le soutien financier de collectivités locales, l'ANENA cherche toujours à combler son déficit.